# Asarotus
 (novembre 2023).
Asarotus arcanus
Genre
Espèce
Asarotus est un genre fossile de poissons à nageoires rayonnées de la famille également fossile des Asarotidae qui ont vécu lors du Santonien du Crétacé supérieur. Une seule espèce fossile est connue, l’espèce type Asarotus arcanus.

## Répartition
Des restes fossiles d’Asarotus ont été mis au jour dans la formation de Niobrara au Nebraska.

## Classification
Le genre Asarotus et l’espèce Asarotus arcanus sont créés et décrits en 1968 par le paléontologue américain Bobb Schaeffer (d) (1913-2004),.

### Publication originale
- [1968] (en) Bobb Schaeffer (d), « A new actinopterygian fish from the Cretaceous of North America », American Museum Novitates, vol. 2344,‎ 1968, p. 1-10.